# Srednjaja Visejka
Srednjaja Visejka (ryska: Средняя Висейка) är ett vattendrag i Belarus.   Det ligger i voblasten Minsks voblast, i den centrala delen av landet, 90 km söder om huvudstaden Minsk.
Trakten runt Srednjaja Visejka består till största delen av jordbruksmark. Runt Srednjaja Visejka är det ganska tätbefolkat, med 58 invånare per kvadratkilometer.